# العلاقات الكاميرونية الأمريكية
العلاقات الكاميرونية الأمريكية هي العلاقات الثنائية التي تجمع بين الكاميرون والولايات المتحدة.

## مقارنة بين البلدين
هذه مقارنة عامة ومرجعية للدولتين:
| وجه المقارنة                                              | الكاميرون                      | الولايات المتحدة                                                                                                  |
| --------------------------------------------------------- | ------------------------------ | --- |
| المساحة (كم2)                                             | 475.44 ألف                     | 9.83 مليون |
| عدد السكان (نسمة)                                         | 24.05 مليون                    | 311.58 مليون |
| الكثافة السكانية (ن./كم²)                                 | 50.58                          | 31.7 |
| العاصمة                                                   | ياوندي                         | واشنطن العاصمة |
| اللغة الرسمية                                             | لغة فرنسية، لغة إنجليزية       | لغة إنجليزية |
| العملة                                                    | فرنك وسط أفريقي                | دولار أمريكي |
| الناتج المحلي الإجمالي (بليون دولار)                      | 34.80 مليار                    | 19.39 تريليون |
| الناتج المحلي الإجمالي (تعادل القوة الشرائية) بليون دولار | 72.72 مليار                    | 18.04 تريليون |
| الناتج المحلي الإجمالي الاسمي للفرد دولار أمريكي          | 1.22 ألف                       | 56.12 ألف |
| الناتج المحلي الإجمالي للفرد دولار أمريكي                 | 2.97 ألف                       | 54.63 ألف |
| مؤشر التنمية البشرية                                      | 0.512                          | 0.920 |
| رمز المكالمات الدولي                                      | +237                           | +1 |
| رمز الإنترنت                                              | .cm                            | .us، حكومة، .mil، Edu.                                                                                            |
| المنطقة الزمنية                                           | توقيت غرب أفريقيا، ت ع م+01:00 | توقيت ساموا الأمريكية، توقيت أطلنطي موحد، منطقة زمنية وسطى، توقيت ألاسكا ‏، المنطقة الزمنية الجبلية، توقيت تشامرو ‏ |

## مدن متوأمة
في ما يلي قائمة باتفاقيات التوأمة بين مدن كاميرونية وأمريكية:
- ترتبط ليمبي مع سياتل باتفاقية توأمة.
- ترتبط دوالا مع فيلادلفيا باتفاقية توأمة.

## منظمات دولية مشتركة
يشترك البلدان في عضوية مجموعة من المنظمات الدولية، منها:
| علم المنظمة | اسم المنظمة                               | تاريخ انضمام الكاميرون | تاريخ انضمام الولايات المتحدة |
| ----------- | ----------------------------------------- | ---------------------- | ----------------------------- |
|             | وكالة ضمان الاستثمار متعدد الأطراف        | 7 أكتوبر 1988          | 12 أبريل 1988                 |
|             | الاتحاد الدولي للاتصالات                  | 22 ديسمبر 1960         | 1 يوليو 1908                  |
|             | يونسكو                                    | 11 نوفمبر 1960         | 4 نوفمبر 1946                 |
|             | البنك الإفريقي للتنمية                    | ?                      | ?                             |
|             | الأمم المتحدة                             | 20 سبتمبر 1960         | 24 أكتوبر 1945                |
|             | المركز الدولي لتسوية المنازعات الاستشارية | 2 فبراير 1967          | 14 أكتوبر 1966                |
|             | البنك الدولي للإنشاء والتعمير             | 10 يوليو 1963          | 27 ديسمبر 1945                |
|             | مؤسسة التمويل الدولية                     | 1 أكتوبر 1974          | 20 يوليو 1956                 |
|             | منظمة الشرطة الجنائية الدولية             | ?                      | ?                             |
|             | مؤسسة التنمية الدولية                     | 10 أبريل 1964          | 24 سبتمبر 1960                |
|             | الاتحاد البريدي العالمي                   | ?                      | ?                             |
|             | منظمة حظر الأسلحة الكيميائية              | ?                      | ?                             |
|             | المنظمة الهيدروغرافية الدولية             | ?                      | ?                             |
|             | الفريق المعني برصد الأرض                  | ?                      | ?                             |
|             | منظمة التجارة العالمية                    | ?                      | ?                             |

## أعلام
هذه قائمة لبعض الشخصيات التي تربطها علاقات بالبلدين:
- كريس تاكر (31 أغسطس 1971[26] – )
- كريس روك (7 فبراير 1965[27][28][29] – )
- كونداليزا رايز (وزيرة الخارجية الأمريكية السابقة، ومستشارة الأمن القومي الأمريكي السابقة، 14 نوفمبر 1954[30][31][32] – )
- كوينسي جونز (14 مارس 1933[33][34][35] – )
- ناز (14 سبتمبر 1973[36] – )

## وصلات خارجية
- موقع وزارة الخارجية الكاميرونية
- موقع وزارة الخارجية الأمريكية